# Stenderup (Billund)
Stenderup, ook Stenderup-Krogager  is een dubbelplaats in de Deense regio Zuid-Denemarken, gemeente Billund. De plaats telt 665 inwoners (2008).Het dubbeldorp lig aan de voormalige spoorlijn Langå - Bramming. Het stationsgebouw is bewaard gebleven.